# Dina Asher-Smith
Geraldina Rachel Asher-Smith (conocida como Dina Asher-Smith; Londres, 4 de diciembre de 1995) es una deportista británica que compite en atletismo, especialista en las carreras de velocidad.
Participó en tres Juegos Olímpicos de Verano, obteniendo tres medallas, bronce en Río de Janeiro 2016, bronce en Tokio 2020 y plata en París 2024, en la prueba de 4 × 100 m.
Ganó seis medallas en el Campeonato Mundial de Atletismo entre los años 2013 y 2022, ocho medallas en el Campeonato Europeo de Atletismo entre los años 2016 y 2024, y una medalla de plata en el Campeonato Europeo de Atletismo en Pista Cubierta de 2015.
En 2025 fue nombrada miembro de la Orden del Imperio Británico (MBE).

## Palmarés internacional
| Juegos Olímpicos                     | Juegos Olímpicos         | Juegos Olímpicos  | Juegos Olímpicos |
| Año                                  | Lugar                    | Medalla           | Prueba           |
| ------------------------------------ | ------------------------ | ----------------- | ---------------- |
| 2016                                 | Río de Janeiro (Brasil)  | Medalla de bronce | 4 × 100 m        |
| 2020                                 | Tokio (Japón)            | Medalla de bronce | 4 × 100 m        |
| 2024                                 | París (Francia)          | Medalla de plata  | 4 × 100 m        |
| Campeonato Mundial                   |                          |                   |                  |
| Año                                  | Lugar                    | Medalla           | Prueba           |
| 2013                                 | Moscú (Rusia)            | Medalla de bronce | 4 × 100 m        |
| 2017                                 | Londres (Reino Unido)    | Medalla de plata  | 4 × 100 m        |
| 2019                                 | Doha (Catar)             | Medalla de oro    | 200 m            |
| 2019                                 | Doha (Catar)             | Medalla de plata  | 100 m            |
| 2019                                 | Doha (Catar)             | Medalla de plata  | 4 × 100 m        |
| 2022                                 | Eugene (Estados Unidos)  | Medalla de bronce | 200 m            |
| Campeonato Europeo                   |                          |                   |                  |
| Año                                  | Lugar                    | Medalla           | Prueba           |
| 2016                                 | Ámsterdam (Países Bajos) | Medalla de oro    | 200 m            |
| 2016                                 | Ámsterdam (Países Bajos) | Medalla de plata  | 4 × 100 m        |
| 2018                                 | Berlín (Alemania)        | Medalla de oro    | 100 m            |
| 2018                                 | Berlín (Alemania)        | Medalla de oro    | 200 m            |
| 2018                                 | Berlín (Alemania)        | Medalla de oro    | 4 × 100 m        |
| 2022                                 | Múnich (Alemania)        | Medalla de plata  | 200 m            |
| 2024                                 | Roma (Italia)            | Medalla de oro    | 100 m            |
| 2024                                 | Roma (Italia)            | Medalla de oro    | 4 × 100 m        |
| Campeonato Europeo en Pista Cubierta |                          |                   |                  |
| Año                                  | Lugar                    | Medalla           | Prueba           |
| 2015                                 | Praga (República Checa)  | Medalla de plata  | 60 m             |